# 米德派恩斯 (加利福尼亞州)
米德派恩斯（英語：Midpines）是位於美國加利福尼亞州馬里波薩縣的一個人口普查指定地區。

## 地理
米德派恩斯的座標為37°32′40″N 119°55′15″W / 37.54444°N 119.92083°W，而該地最高點為海拔高度788米（即2585英尺）。

## 人口
根據2010年美國人口普查的數據，米德派恩斯的面積為63.581平方千米，當中陸地面積為63.530平方千米，而水域面積為0.051平方千米。當地共有人口1204人，而人口密度為每平方千米18人。